# Ero gemelosi
Espèce
Ero gemelosi est une espèce d'araignées aranéomorphes de la famille des Mimetidae.

## Distribution
Cette espèce est endémique des îles Galápagos. Elle se rencontre sur Isabela, Fernandina, Santiago et Santa Cruz. 

## Publication originale
- Baert & Maelfait, 1984 : Spiders from the Galapagos Islands II. Mimetidae. Bulletin et Annales de la Société Royale Belge d'Entomologie, vol. 120, no 4/6, p. 159-162.